# Jurij Filipczenko

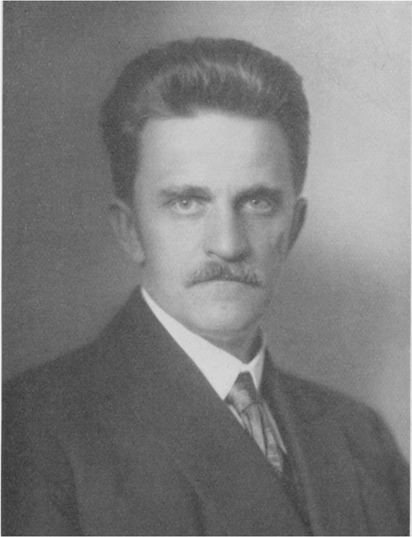
Jurij Aleksandrowicz Filipczenko

Jurij Aleksandrowicz Filipczenko (ros. Юрий Александрович Филипченко, ur. 13 lutego [1 lutego ss] 1882, zm. 19 maja 1930 w Leningradzie) – rosyjski genetyk, embriolog, entomolog (zajmował się anatomią owadów). Zorganizował w Leningradzie instytut genetyki.
W 1905 roku ukończył studia na Uniwersytecie w Sankt Petersburgu. Od 1913 roku wykładał na macierzystej uczelni genetykę. Od 1919 roku profesor na Katedrze Genetyki i Zoologii Doświadczalnej.
Zmarł w nocy z 19 na 20 maja 1930 roku.